# Шмаковское
Шмаковское — село в Ирбитском муниципальном образовании Свердловской области России. 

## Географическое положение
Село Шмаковское расположено в 50 километрах (по дорогам в 57 километрах) к юго-западу от города Ирбита, на обоих берегах реки Ирбит (правого притока реки Ницы), в устье левого притока —реки Дунайки. В начале XX века отмечалось, что местность богата растительностью и ключевой водою, что благоприятствуют здоровью населения.

## История села
Название села пошло от фамилии первых поселенцев края, пришедших сюда несколькими семействами из Новгородской земли вскоре после освоения Сибири.

## Рождество-Богородицкая церковь
В 1750 году была построена деревянная Казанско-Богородицкая церковь. После постройки новой каменной церкви Казанско-Богородицкая церковь была продана в село Антоновское в 1808 году.
В 1788 году была заложена каменная двухпрестольная церковь, главный храм которой был освящён в честь Рождества Пресвятой Богородицы в 1808 году, правый придел был освящён в честь преподобного Варлаама Хутынского в 1902 году. В 1819 году к колокольне с западной стороны была приделана паперть, а в 1890 году была построена каменная сторожка и кладовая (с северной стороны) и крытая каменная галерея от ворот до паперти. В начале XX века для помещения причта имелись два церковных дома. Церковь была закрыта в 1932 году. В настоящее время на этом месте расположен жилой дом.

## Население
| 2002 | 2010 | 2021 |
| ---- | ---- | ---- |
| 191  | ↘124 | ↘67  |